# Corvus Racer 540
Corvus Racer 540 je enosedežno enomotorno propelersko akrobatsko letalo madžarskega proizvajalca Corvus Aircraft Ltd.
Razvoj se je začel leta 2007, ko je Corvus Aircraft podpisal pogodbo z Red Bullom za razvoj akrobatskega letala. Glavni uporabnik naj bi bil akrobatski pilot Péter Besenyei. Letalo je zasnoval Andras Voloscsuk s pomočjo madžarske univerze za letalstvo.Izdelava je zahtevala okrog 15000 delovnih ur in dve leti. Ker jim ni uspelo povečati moči motorja so se osredotočili na aerodinamične izboljšave. 
Prvič so ga predstavili na AERO Friedrichshafen leta 2009.Prve zračne dirke je izvedel junija 2010 na prireditvi Red Bull Air Race v Windsor, Ontario, Kanada.

## Tehnične specifikacije
Podatki iz Corvus Aircraft website
Splošne značilnosti
- Posadka: 1
- Dolžina: 21 ft 6,7 in (6,571 m)
- Razpon kril: 24 ft 3 in (7,4 m)
- Višina: 8 ft 2 in (2,5 m)
- Bruto teža: 1.510 lb (685 kg)
- Pogon letala: 1 × Lycoming AEIO-540 6-valjni zračnohlajeni protibatni motor, 325 hp (242 kW)
- Propelerji: št. lopatic: 3 MTV-9-B

Zmogljivost
- Potovalna hitrost: 193 mph; 167 kn (310 km/h)
- Neprekoračljiva hitrost: 280 mph; 243 kn (450 km/h)
- G-omejitev: +12/-12